# 迪雷克托冰原島峰
66°49′S 65°6′W / 66.817°S 65.100°W
迪雷克托冰原島峰（英語：Director Nunatak），是南極洲的冰原島峰，位於葛拉漢地的盧貝海岸，處於鮑爾奇冰川和布賴特福士冰川之間，由英國研究隊繪入地圖，現時由南極條約體系管理。